# Тамакульське
Тамаку́льське (рос. Тамакульское) — село у складі Далматовського району Курганської області, Росія. Адміністративний центр Тамакульської сільської ради.
Населення — 354 особи (2010, 579 у 2002).
Національний склад станом на 2002 рік: росіяни — 86 %.